# Grand Prix Turcji 2009

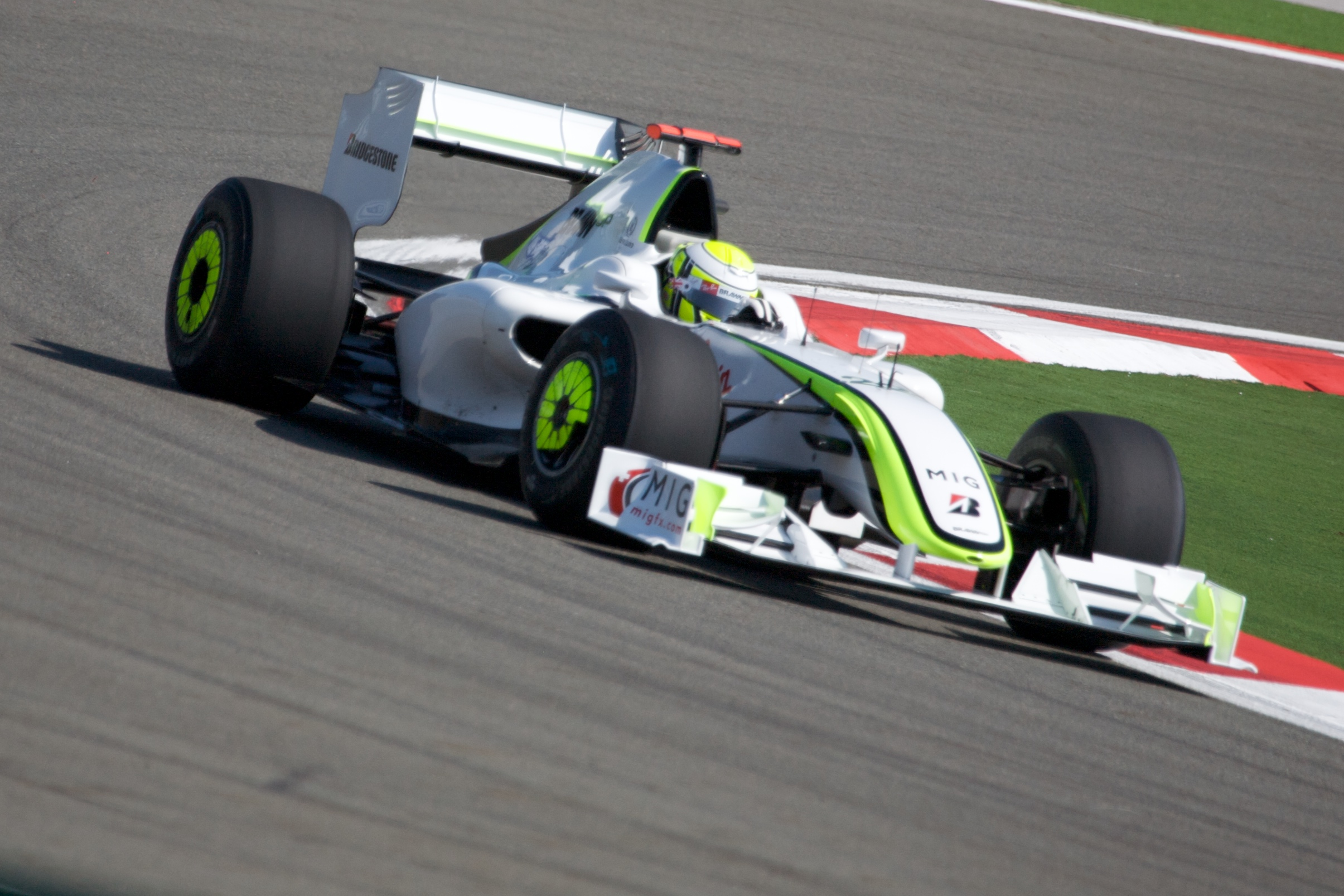
Jenson Button podczas Grand Prix Turcji 2009

Grand Prix Turcji 2009 – siódma runda Mistrzostw Świata Formuły 1 w sezonie 2009.

## Lista startowa
| Nr | Kierowca             | Zespół                       | Samochód          | Silnik               | Opony |
| -- | -------------------- | ---------------------------- | ----------------- | -------------------- | ----- |
| 1  | Lewis Hamilton       | Vodafone McLaren Mercedes    | McLaren MP4-24    | Mercedes-Benz FO108W | B     |
| 2  | Heikki Kovalainen    | Vodafone McLaren Mercedes    | McLaren MP4-24    | Mercedes-Benz FO108W | B     |
| 3  | Felipe Massa         | Scuderia Marlboro Ferrari    | Ferrari F60       | Ferrari 056          | B     |
| 4  | Kimi Räikkönen       | Scuderia Marlboro Ferrari    | Ferrari F60       | Ferrari 056          | B     |
| 5  | Robert Kubica        | BMW Sauber F1 Team           | BMW F1.09         | BMW P86/9            | B     |
| 6  | Nick Heidfeld        | BMW Sauber F1 Team           | BMW F1.09         | BMW P86/9            | B     |
| 7  | Fernando Alonso      | ING Renault F1 Team          | Renault R29       | Renault RS27-2009    | B     |
| 8  | Nelson Piquet Jr.    | ING Renault F1 Team          | Renault R29       | Renault RS27-2009    | B     |
| 9  | Jarno Trulli         | Panasonic Toyota Racing      | Toyota TF109      | Toyota RVX-09        | B     |
| 10 | Timo Glock           | Panasonic Toyota Racing      | Toyota TF109      | Toyota RVX-09        | B     |
| 11 | Sébastien Bourdais   | Scuderia Toro Rosso          | Toro Rosso STR04  | Ferrari 056          | B     |
| 12 | Sébastien Buemi      | Scuderia Toro Rosso          | Toro Rosso STR04  | Ferrari 056          | B     |
| 14 | Mark Webber          | Red Bull Racing              | Red Bull RB5      | Renault RS27-2009    | B     |
| 15 | Sebastian Vettel     | Red Bull Racing              | Red Bull RB5      | Renault RS27-2009    | B     |
| 16 | Nico Rosberg         | AT&T WilliamsF1 Team         | Williams FW31     | Toyota RVX-09        | B     |
| 17 | Kazuki Nakajima      | AT&T WilliamsF1 Team         | Williams FW31     | Toyota RVX-09        | B     |
| 20 | Adrian Sutil         | Force India Formula One Team | Force India VJM02 | Mercedes-Benz FO108W | B     |
| 21 | Giancarlo Fisichella | Force India Formula One Team | Force India VJM02 | Mercedes-Benz FO108W | B     |
| 22 | Jenson Button        | Brawn GP Formula One Team    | Brawn BGP 001     | Mercedes-Benz FO108W | B     |
| 23 | Rubens Barrichello   | Brawn GP Formula One Team    | Brawn BGP 001     | Mercedes-Benz FO108W | B     |
| Nr | Kierowca             | Zespół                       | Samochód          | Silnik               | Opony |

## Wyniki

### Sesje treningowe
| Sesja | Nr | Kierowca          | Konstruktor      | Czas     | Okr. |
| ----- | -- | ----------------- | ---------------- | -------- | ---- |
| 1     | 16 | Nico Rosberg      | Williams-Toyota  | 1:28.952 | 24   |
| 2     | 2  | Heikki Kovalainen | McLaren-Mercedes | 1:28.841 | 37   |
| 3     | 3  | Felipe Massa      | Ferrari          | 1:27.983 | 26   |

### Kwalifikacje
| 1 | 15 | Sebastian Vettel     | Red Bull-Renault     | 1:27.330 | 1:27.016 | 1:28.316 |
| 2 | 22 | Jenson Button        | Brawn-Mercedes       | 1:27.355 | 1:27.230 | 1:28.421 |
| 3 | 23 | Rubens Barrichello   | Brawn-Mercedes       | 1:27.371 | 1:27.418 | 1:28.579 |
| 4 | 14 | Mark Webber          | Red Bull-Renault     | 1:27.466 | 1:27.416 | 1:28.613 |
| 5 | 9 | Jarno Trulli         | Toyota               | 1:27.529 | 1:27.195 | 1:28.666 |
| 6 | 4 | Kimi Räikkönen       | Ferrari              | 1:27.556 | 1:27.387 | 1:28.815 |
| 7 | 3 | Felipe Massa         | Ferrari              | 1:27.508 | 1:27.349 | 1:28.858 |
| 8 | 7 | Fernando Alonso      | Renault              | 1:27.988 | 1:27.473 | 1:29.075 |
| 9 | 16 | Nico Rosberg         | Williams-Toyota      | 1:27.517 | 1:27.418 | 1:29.191 |
| 10 | 5 | Robert Kubica        | BMW Sauber           | 1:27.788 | 1:27.455 | 1:29.357 |
| 11 | 6 | Nick Heidfeld        | BMW Sauber           | 1:27.795 | 1:27.521 | -        |
| 12 | 17 | Kazuki Nakajima      | Williams-Toyota      | 1:27.691 | 1:27.629 | -        |
| 13 | 10 | Timo Glock           | Toyota               | 1:28.160 | 1:27.795 | -        |
| 14 | 2 | Heikki Kovalainen    | McLaren-Mercedes     | 1:28.199 | 1:28.207 | -        |
| 15 | 20 | Adrian Sutil         | Force India-Mercedes | 1:28.278 | 1:28.391 | -        |
| 16 | 1 | Lewis Hamilton       | McLaren-Mercedes     | 1:28.318 | -        | -        |
| 17 | 8 | Nelson Piquet Jr.    | Renault              | 1:28.582 | -        | -        |
| 18 | 12 | Sébastien Buemi      | Toro Rosso-Ferrari   | 1:28.708 | -        | -        |
| 19 | 21 | Giancarlo Fisichella | Force India-Mercedes | 1:28.717 | -        | -        |
| 20 | 11 | Sébastien Bourdais   | Toro Rosso-Ferrari   | 1:28.918 | -        | -        |
| Poz. | Nr | Kierowca             | Konstruktor          | Q1       | Q2       | Q3       |
| \| Legenda \| Legenda \| \| ---------------- \| -------------------------------------------------------------------------------------------------------------------------------------------------------------------------------------------------------- \| \| Poz. Nr Q1 Q2 Q3 \| Pozycja zajęta w sesji kwalifikacyjnej Numer startowy kierowcy Wynik uzyskany w pierwszej części kwalifikacji Wynik uzyskany w drugiej części kwalifikacji Wynik uzyskany w trzeciej części kwalifikacji \| | |                      |                      |          |          |          |
| Legenda | |                      |                      |          |          |          |
| Poz. Nr Q1 Q2 Q3 | Pozycja zajęta w sesji kwalifikacyjnej Numer startowy kierowcy Wynik uzyskany w pierwszej części kwalifikacji Wynik uzyskany w drugiej części kwalifikacji Wynik uzyskany w trzeciej części kwalifikacji |                      |                      |          |          |          |

### Wyścig
| P                 | + / –     | Nr | Kierowca             | Konstruktor          | Okr. | Czas / Strata    | Komentarz       |
| ----------------- | --------- | -- | -------------------- | -------------------- | ---- | ---------------- | --------------- |
| 1                 | 1         | 22 | Jenson Button        | Brawn-Mercedes       | 58   | 1h26:24.848      |                 |
| 2                 | 2         | 14 | Mark Webber          | Red Bull-Renault     | 58   | +0:06.714        |                 |
| 3                 | 2         | 15 | Sebastian Vettel     | Red Bull-Renault     | 58   | +0:07.461        |                 |
| 4                 | 1         | 9  | Jarno Trulli         | Toyota               | 58   | +0:27.843        |                 |
| 5                 | 4         | 16 | Nico Rosberg         | Williams-Toyota      | 58   | +0:31.539        |                 |
| 6                 | 1         | 3  | Felipe Massa         | Ferrari              | 58   | +0:39.996        |                 |
| 7                 | 3         | 5  | Robert Kubica        | BMW Sauber           | 58   | +0:46.247        |                 |
| 8                 | 5         | 10 | Timo Glock           | Toyota               | 58   | +0:46.958        |                 |
| 9                 | 3         | 4  | Kimi Räikkönen       | Ferrari              | 58   | +0:50.246        |                 |
| 10                | 2         | 7  | Fernando Alonso      | Renault              | 58   | +1:02.420        |                 |
| 11                | Bez zmian | 6  | Nick Heidfeld        | BMW Sauber           | 58   | +1:04.327        |                 |
| 12                | Bez zmian | 17 | Kazuki Nakajima      | Williams-Toyota      | 58   | +1:06.376        |                 |
| 13                | 3         | 1  | Lewis Hamilton       | McLaren-Mercedes     | 57   | +1 okr. (14,078) |                 |
| 14                | Bez zmian | 2  | Heikki Kovalainen    | McLaren-Mercedes     | 57   | +1 okr.          |                 |
| 15                | 3         | 12 | Sébastien Buemi      | Toro Rosso-Ferrari   | 57   | +1 okr. (02,923) |                 |
| 16                | 1         | 8  | Nelson Piquet Jr.    | Renault              | 57   | +1 okr. (03,541) |                 |
| 17                | 2         | 20 | Adrian Sutil         | Force India-Mercedes | 57   | +1 okr. (05,865) |                 |
| 18                | 2         | 11 | Sébastien Bourdais   | Toro Rosso-Ferrari   | 57   | +1 okr. (02,257) |                 |
| Niesklasyfikowani |           |    |                      |                      |      |                  |                 |
|                   |           | 23 | Rubens Barrichello   | Brawn-Mercedes       | 47   |                  | skrzynia biegów |
|                   |           | 21 | Giancarlo Fisichella | Force India-Mercedes | 4    |                  | hamulce         |
| P                 | + / –     | Nr | Kierowca             | Konstruktor          | Okr. | Czas / Strata    | Komentarz       |

### Najszybsze okrążenie
| Nr | Kierowca      | Konstruktor    | Czas     | Okr. |
| -- | ------------- | -------------- | -------- | ---- |
| 22 | Jenson Button | Brawn-Mercedes | 1:27.579 | 40   |

## Prowadzenie w wyścigu
| Nr                              | Kierowca      | Okrążenia   | Suma |
| ------------------------------- | ------------- | ----------- | ---- |
| 22                              | Jenson Button | 1-17, 19-58 | 57   |
| 14                              | Mark Webber   | 18          | 1    |
| \| Wykres \| \| ------ \| \| \| |               |             |      |
| Wykres                          |               |             |      |
|                                 |               |             |      |

## Klasyfikacja po wyścigu

### Kierowcy
| P  | +/− | Kierowca             | Starty | Punkty | P1 | P2 | P3 | PP | NO | NS |
| -- | --- | -------------------- | ------ | ------ | -- | -- | -- | -- | -- | -- |
| 1  | 0   | Jenson Button        | 7      | 61     | 6  | -  | 1  | 4  | 2  | -  |
| 2  | 0   | Rubens Barrichello   | 7      | 35     | -  | 3  | -  | -  | 2  | 1  |
| 3  | 0   | Sebastian Vettel     | 7      | 29     | 1  | 1  | 1  | 2  | -  | 1  |
| 4  | 0   | Mark Webber          | 7      | 27,5   | -  | 2  | 1  | -  | -  | -  |
| 5  | 0   | Jarno Trulli         | 7      | 19,5   | -  | -  | 2  | 1  | 1  | 2  |
| 6  | 0   | Timo Glock           | 7      | 13     | -  | -  | 1  | -  | -  | -  |
| 7  | +4  | Nico Rosberg         | 7      | 11,5   | -  | -  | -  | -  | 1  | -  |
| 8  | +2  | Felipe Massa         | 7      | 11     | -  | -  | -  | -  | 1  | 2  |
| 9  | −2  | Fernando Alonso      | 7      | 11     | -  | -  | -  | -  | -  | -  |
| 10 | −2  | Kimi Räikkönen       | 7      | 9      | -  | -  | 1  | -  | -  | 1  |
| 11 | −2  | Lewis Hamilton       | 7      | 9      | -  | -  | -  | -  | -  | -  |
| 12 | 0   | Nick Heidfeld        | 7      | 6      | -  | 1  | -  | -  | -  | -  |
| 13 | 0   | Heikki Kovalainen    | 7      | 4      | -  | -  | -  | -  | -  | 4  |
| 14 | 0   | Sébastien Buemi      | 7      | 3      | -  | -  | -  | -  | -  | 2  |
| 15 | +4  | Robert Kubica        | 7      | 2      | -  | -  | -  | -  | -  | 2  |
| 16 | −1  | Sébastien Bourdais   | 7      | 2      | -  | -  | -  | -  | -  | 1  |
| 17 | −1  | Giancarlo Fisichella | 7      | -      | -  | -  | -  | -  | -  | 1  |
| 18 | −1  | Adrian Sutil         | 7      | -      | -  | -  | -  | -  | -  | 1  |
| 19 | −1  | Nelson Piquet Jr.    | 7      | -      | -  | -  | -  | -  | -  | 2  |
| 20 | 0   | Kazuki Nakajima      | 7      | -      | -  | -  | -  | -  | -  | 3  |
| P  | +/− | Kierowca             | Starty | Punkty | P1 | P2 | P3 | PP | NO | NS |

### Konstruktorzy
| P  | +/− | Konstruktor          | Starty | Punkty | P1 | P2 | P3 | PP | NO | NS |
| -- | --- | -------------------- | ------ | ------ | -- | -- | -- | -- | -- | -- |
| 1  | 0   | Brawn-Mercedes       | 14     | 96     | 6  | 3  | 1  | 4  | 4  | 1  |
| 2  | 0   | Red Bull-Renault     | 14     | 56,5   | 1  | 3  | 2  | 2  | -  | 1  |
| 3  | 0   | Toyota               | 14     | 32,5   | -  | -  | 3  | 1  | 1  | 2  |
| 4  | 0   | Ferrari              | 14     | 20     | -  | -  | 1  | -  | 1  | 3  |
| 5  | 0   | McLaren-Mercedes     | 14     | 13     | -  | -  | -  | -  | -  | 4  |
| 6  | +1  | Williams-Toyota      | 14     | 11,5   | -  | -  | -  | -  | 1  | 3  |
| 7  | −1  | Renault              | 14     | 11     | -  | -  | -  | -  | -  | 2  |
| 8  | 0   | BMW Sauber           | 14     | 8      | -  | 1  | -  | -  | -  | 2  |
| 9  | 0   | Toro Rosso-Ferrari   | 14     | 5      | -  | -  | -  | -  | -  | 3  |
| 10 | 0   | Force India-Mercedes | 14     | -      | -  | -  | -  | -  | -  | 2  |
| P  | +/− | Konstruktor          | Starty | Punkty | P1 | P2 | P3 | PP | NO | NS |